# پل تامپسن
پل تامپسن (انگلیسی: Paul Thompson؛ زادهٔ ۱۳ مهٔ ۱۹۵۱) درام‌نواز اهل بریتانیا است. او از سال ۱۹۷۰ میلادی تاکنون مشغول فعالیت بوده و بیشتر شهرتش به‌خاطر نوازندگی در گروه موسیقی راکسی میوزیک است. او درامر گروه‌های اوی! (!Oi)، انجلیک آپستارز (Angelic Upstarts) و کانکریت بلاند (Concrete Blonde) نیز بوده است.